# جانی ویتوورت
جانی ویتوورت (انگلیسی: Johnny Whitworth؛ زادهٔ ۳۱ اکتبر ۱۹۷۵) یک هنرپیشه اهل ایالات متحده آمریکا است.
از فیلم‌ها یا برنامه‌های تلویزیونی که وی در آن نقش داشته است می‌توان به گوست رایدر: روح انتقام، نامحدود، عروس را ببوس، سوابق امپراتور، آسیب‌شناسی اشاره کرد.